# World Championship of Online Poker
Il World Championship of Online Poker (WCOOP) sono una serie di tornei di poker sportivo online; la WCOOP è sponsorizzata da PokerStars.
Fondata nel 2002 come imitazione delle World Series of Poker (giocato non su internet ma dal vivo), la WCOOP è la più grande manifestazione di questo genere su Internet.
I quindici tornei della WCCOP hanno generato nel 2005 un totale di 12.783.900 dollari in montepremi, rendendola, non solo il maggiore circuito online, ma anche la terza in generale.
Come le WSOP la WCOOP consiste in una serie di tornei nei quali i concorrenti si sfidano nelle più diverse specialità e varianti del poker. In particolare sono disponibili tornei di Limit, Pot Limit e No Limit Texas hold 'em, Seven card stud and Seven card stud Hi/Lo, Razz, Pot Limit Omaha High and Limit Omaha Hi/Lo, e H.O.R.S.E. . Nel 2007 sono stati aggiunti tornei di 5 card draw e 2-7 Triple Draw. Il Main Event (evento principale) è il torneo di No Limit Hold'em.
In aggiunta ai premio in denaro, il vincitore di ogni torneo della WCOOP riceve personalmente un braccialetto inciso in oro di 14 carati da PokerStars.

## Stagioni

### Stagione 2002
Nel 2002 la WCOOP prevedeva nove eventi con un totale di più di 730.000 dollari in montepremi.
| Data      | Evento                                    | Vincitore    | Premio     | Partecipanti | Montepremi |
| --------- | ----------------------------------------- | ------------ | ---------- | ------------ | ---------- |
| 20 luglio | $109 Limit Texas hold 'em                 | fingaz       | $15.537,50 | 565          | $56.600    |
| 21 luglio | $265 Pot Limit Omaha High Low             | Canuck       | $14.231,25 | 207          | $51.750    |
| 22 luglio | $265 Seven Card Stud High Low             | 55lucky55    | $14.025,00 | 204          | $51.000    |
| 23 luglio | $320 No Limit Texas hold 'em              | michigangirl | $23.677,50 | 287          | $86.100    |
| 25 luglio | $320 Pot Limit Texas hold 'em             | MIK22        | $23.677,50 | 287          | $86.100    |
| 26 luglio | $530 Limit Omaha High Low                 | –db-         | $20.250,00 | 135          | $67.500    |
| 27 luglio | $530 Limit Texas hold 'em                 | kerrdawg     | $37.537,50 | 273          | $136.500   |
| 27 luglio | $109 Limit Texas hold 'em Heads Up        | lennart      | $7.680,00  | 256          | $25.600    |
| 28 luglio | $1,050 No Limit Texas hold 'em Main Event | MultiMarine  | $65.450,00 | 238          | $238.000   |

### Stagione 2003
Nel 2003 la WCOOP prevedeva 11 eventi con un totale di più di 2,7 milioni di dollari in montepremi.
| Data      | Evento                                    | Vincitore                 | Premio      | Partecipanti | Montepremi |
| --------- | ----------------------------------------- | ------------------------- | ----------- | ------------ | ---------- |
| 7 agosto  | $109 No Limit Texas hold 'em Heads Up     | batoelrob (Rob Hollink)   | $12.800,00  | 512          | $51.200    |
| 8 agosto  | $109 Limit Texas hold 'em                 | C.M. Burns                | $32.525,00  | 1.301        | $130.100   |
| 9 agosto  | $320 Pot Limit Omaha High Low             | Lenny (Dan Heimiller)     | $27.600,00  | 368          | $110.400   |
| 10 agosto | $320 No Limit Texas hold 'em              | Erik123 (Erik Sagström)   | $101.850,00 | 1.358        | $407.400   |
| 11 agosto | $320 Seven Card Stud                      | naya                      | $23.512,50  | 285          | $85.500    |
| 12 agosto | $530 Pot Limit Texas hold 'em             | jr50                      | $68.250,00  | 546          | $273.000   |
| 13 agosto | $530 Omaha High Low                       | starkitty                 | $39.750,00  | 318          | $159.000   |
| 14 agosto | $530 Seven Card Stud High Low             | RatPack                   | $38.912,50  | 283          | $141.500   |
| 15 agosto | $530 Pot Limit Omaha                      | Big Cy                    | $38.500,00  | 308          | $154.000   |
| 16 agosto | $530 Limit Texas hold 'em                 | actiondonkey (Jim Meehan) | $78.250,00  | 626          | $313.000   |
| 17 agosto | $1,050 No Limit Texas hold 'em Main Event | DeOhGee (Joseph Cordi)    | $222.750,00 | 891          | $891.000   |

### Stagione 2004
Nel 2003 la WCOOP prevedeva 12 eventi con un totale di oltre 6 milioni di dollari in montepremi.
| Data      | Evento                                    | Vincitore                 | Premio      | Partecipanti | Montepremi |
| --------- | ----------------------------------------- | ------------------------- | ----------- | ------------ | ---------- |
| 28 luglio | $320 Pot Limit Omaha High Low             | AustinKearns              | $47.025,00  | 627          | $188.100   |
| 29 luglio | $215 No Limit Texas hold 'em Match Play   | tobiper                   | $40.960,00  | 1.024        | $204.800   |
| 30 luglio | $215 Limit Texas hold 'em                 | obiwon                    | $58.512,00  | 1.272        | $254.400   |
| 31 luglio | $215 No Limit Texas hold 'em with rebuys  | dblgutshot (Greg Alston)  | $109.033,00 | 1.389        | $583.000   |
| 1º agosto | $530 No Limit Texas hold 'em              | Sporto623                 | $68.892,88  | 1.642        | $821.000   |
| 2 agosto  | $320 Seven Card Stud                      | CoolHandTony              | $37.875,00  | 505          | $151.500   |
| 3 agosto  | $530 Pot Limit Texas hold 'em             | fabsoul (Fabrice Soulier) | $60.230,00  | 728          | $364.000   |
| 4 agosto  | $530 Limit Omaha High Low                 | Raptor19                  | $51.300,00  | 513          | $256.500   |
| 5 agosto  | $530 Seven Card Stud High Low             | LBJ1                      | $56.750,00  | 454          | $227.000   |
| 6 agosto  | $530 Pot Limit Omaha                      | joelmick                  | $41.986,50  | 487          | $243.500   |
| 7 agosto  | $1,050 Limit Texas hold 'em               | Mandelbrot                | $62.296,87  | 601          | $601.000   |
| 8 agosto  | $2,600 No Limit Texas hold 'em Main Event | Ragde (Edgar Skjervold)   | $424.945,26 | 843          | $2.104.500 |

### Stagione 2005
Nel 2005 la WCOOP prevedeva 15 eventi con un totale di oltre 12 milioni di dollari in montepremi.
| Data         | Evento                                         | Vincitore                    | Premio      | Partecipanti | Montepremi |
| ------------ | ---------------------------------------------- | ---------------------------- | ----------- | ------------ | ---------- |
| 4 settembre  | $530 No Limit Texas hold 'em                   | Snow Leopard                 | $306.200,00 | 3.062        | $1.531.000 |
| 5 settembre  | $215 Pot Limit Omaha with rebuys               | MR32                         | $102.422,00 | 973          | $499.600   |
| 6 settembre  | $215 No Limit Texas hold 'em match play        | lmoneyBling                  | $35.720,00  | 1.024        | $204.800   |
| 7 settembre  | $215 Pot Limit Texas hold 'em short-handed     | luckyfire4                   | $67.367,00  | 2.345        | $469.000   |
| 8 settembre  | $215 No Limit Texas hold 'em with rebuys       | genoa_st                     | $187.166,00 | 2.146        | $1.041.200 |
| 9 settembre  | $215 Limit Texas hold 'em                      | ActionJeff (Jeff Garza)      | $50.000,00  | 1.781        | $356.200   |
| 10 settembre | $520 Pot Limit Texas hold 'em                  | kwil20                       | $114.000,00 | 1.185        | $592.500   |
| 11 settembre | $1,050 No Limit Texas hold 'em                 | VikingVI                     | $316.638,00 | 1.790        | $1.790.000 |
| 12 settembre | $320 Seven Card Stud                           | SUPERTYR                     | $35.733,00  | 622          | $186.600   |
| 13 settembre | $1,050 No Limit Texas hold 'em Triple Shootout | Acey-Deucy                   | $150.026,00 | 635          | $700.000   |
| 14 settembre | $530 Limit Omaha High Low                      | musher                       | $81.289,00  | 735          | $367.500   |
| 15 settembre | $530 Seven Card Stud High Low                  | Bunsen (Matt Mortensen)      | $66.125,00  | 529          | $264.500   |
| 16 settembre | $530 Pot Limit Omaha                           | spawng                       | $66.787,00  | 720          | $360.000   |
| 17 settembre | $1,050 Limit Texas hold 'em                    | DietDrPoker                  | $139.799,00 | 686          | $686.000   |
| Sep 18       | $2,600 No Limit Texas hold 'em Main Event      | Panella86 (Jordan Berkowitz) | $577.342,00 | 1.494        | $3.735.000 |

### Stagione 2006
Nel 2006 la WCOOP prevedeva 18 eventi con un totale di oltre 18 milioni di dollari in montepremi.
| Data         | Evento                                               | Vincitore                | Premio      | Partecipanti | Montepremi | Durata      |
| ------------ | ---------------------------------------------------- | ------------------------ | ----------- | ------------ | ---------- | ----------- |
| 16 settembre | $215 Razz                                            | Nabokov                  | $58.365,00  | 1.297        | $259.400   | 13 h 40 min |
| 17 settembre | $530 No Limit Texas hold 'em                         | Rambo5                   | $320.865,00 | 4.495        | $2.247.500 | 13 h 7 min  |
| 18 settembre | $320 Pot Limit Omaha with re-buys                    | thegiant                 | $151.260,90 | 773          | $678,300   | 12 h 53 min |
| 19 settembre | $215 No Limit Texas hold 'em Match Play              | spawng                   | $58.248,00  | 2.048        | $409.600   | 11 h 43 min |
| 20 settembre | $530 Limit Omaha Hi-Lo                               | kwob20 (Kyle Bowker)     | $103.162,25 | 953          | $476.500   | 11 h 12 min |
| 21 settembre | $215 No Limit Texas hold 'em with rebuys             | austinlewis              | $199.509,00 | 2.081        | $1.184.200 | 13 h 34 min |
| 22 settembre | $215 Limit Texas hold 'em                            | yaaaflow                 | $60.419,00  | 1.871        | $374.400   | 12 h 29 min |
| 23 settembre | $215 HORSE                                           | F.Briatore               | $79.112,00  | 1.798        | $359.600   | 13 h 14 min |
| 23 settembre | $530 Pot Limit Texas hold 'em                        | uncforte                 | $105.329,00 | 1.095        | $547.500   | 10 h 58 min |
| 24 settembre | $1,050 No Limit Texas hold 'em                       | strassa (Jason Strasser) | $442.440,00 | 2.458        | $2.458.000 | 13 h 48 min |
| 25 settembre | $320 Seven Card Stud                                 | nikstar                  | $39.548,00  | 657          | $197.100   | 11 h 41 min |
| 26 settembre | $320 Pot Limit Omaha Hi-Lo                           | Mr. Shhhhhhh             | $56.080,00  | 1.303        | $390.900   | 12 h 50 min |
| 27 settembre | $320 Pot Limit Texas hold 'em Short-handed (6/table) | dnKid                    | $87.560,00  | 1.741        | $522.300   | 12 h 2 min  |
| 28 settembre | $530 Seven Card Stud Hi-Lo                           | kwob20 (Kyle Bowker)     | $68.267,50  | 581          | $290.500   | 11 h 44 min |
| 29 settembre | $530 Pot Limit Omaha                                 | Trabelsi                 | $93.852,75  | 867          | $433.500   | 10 h 45 min |
| 30 settembre | $5,200 HORSE                                         | stelladora (Chad Brown)  | $223.150,00 | 175          | $875.000   | 11 h 21 min |
| 30 settembre | $1,050 Limit Texas hold 'em                          | laurentia                | $145.200,00 | 695          | $695.000   | 11 h 51 min |
| 1º ottobre   | $2,600 No Limit Texas hold 'em Main Event            | area23JC (J. C. Tran)    | $670.194,00 | 2.510        | $6.275.000 | 13 h 33 min |

### Stagione 2007
Nel 2007 la WCOOP prevedeva 23 eventi per un montepremi totale di oltre 24 milioni di dollari.
L'ultimo evento ha visto la squalifica del vincitore originale con l'accusa di aver usato più account durante il torneo.
| Data         | Evento                                 | Vincitore                       | Premio        | Partecipanti | Montepremi | Durata      |
| ------------ | -------------------------------------- | ------------------------------- | ------------- | ------------ | ---------- | ----------- |
| 14 settembre | $215 No-Limit Hold'em [6-max]          | samh133                         | $155.560,73   | 4.610        | $922.000   | 16 h 46 min |
| 14 settembre | $215 Pot-Limit 5-Card Draw             | spielraum.at (Florian Oberauer) | $26.265,54    | 857          | $171.400   | 14 h 23 min |
| 15 settembre | $215 Pot-Limit Omaha [6-max]           | jalla79                         | $67.739,58    | 1.818        | $363.600   | 13 h 43 min |
| 15 settembre | $215 2-7 Triple Draw                   | Donald (Anders Berg)            | $32.450,00    | 649          | $129.800   | 13 h 0 min  |
| 16 settembre | $530 No-Limit Hold'em                  | AB_illusive (Asger Boye)        | $398.649,93   | 6.025        | $3.012.500 | 20 h 38 min |
| 17 settembre | $320 Pot-Limit Omaha w/Rebuys          | FossilMan (Greg Raymer)         | $168.362,40   | 772          | $713.400   | 16 h 11 min |
| 18 settembre | $215 Limit Hold'em                     | Cardinal7                       | $67.933,49    | 2.059        | $411.800   | 16 h 10 min |
| 19 settembre | $530 Limit Omaha H/L (8 or better)     | copi (Bernd Stadlbauer)         | $87.882,76    | 917          | $458.500   | 13 h 58 min |
| 20 settembre | $215 No-Limit Hold'em w/Rebuys         | ruthan                          | $198.125,66   | 2.188        | $1.322.800 | 18 h 22 min |
| 21 settembre | $320 No-Limit Hold'em Match Play       | ugotmeyet?                      | $82.054,00    | 1.886        | $565.800   | 16 h 2 min  |
| 21 settembre | $215 Razz                              | OnlyPlayRagz                    | $41.136,79    | 1.176        | $235,200   | 13 h 47 min |
| 22 settembre | $215 H.O.R.S.E.                        | jaliks                          | $72.116,00    | 1.639        | $327.800   | 16 h 46 min |
| 23 settembre | $530 Pot-Limit Hold'Em                 | antroff                         | $117.175,00   | 1.090        | $545.000   | 14 h 36 min |
| 24 settembre | $1,050 No-Limit Hold'em                | mig.com (James Mackey)          | $580.212,50   | 3.325        | $3.325.000 | 18 h 24 min |
| 24 settembre | $320 7-Card Stud                       | Ubsolute                        | $25.000,00    | 696          | $208.800   | 13 h 34 min |
| 25 settembre | $320 Pot-Limit Omaha H/L (8 or better) | tiger76 (Raja Kattmuri)         | $61.419,17    | 1.536        | $460.800   | 13 h 41 min |
| 26 settembre | $320 No-Limit Hold'em [6-max]          | pes4fans                        | $167.553,36   | 2.873        | $861.900   | 17 h 33 min |
| 27 settembre | $530 7-Card Stud H/L (8 or better)     | BigLL                           | $48.367,32    | 598          | $299.000   | 13 h 26 min |
| 28 settembre | $530 Pot-Limit Omaha                   | buck21 (Shawn Buchanan)         | $97.262,78    | 1.046        | $523.000   | 10 h 46 min |
| 28 settembre | $530 No-Limit Hold'em Triple Shootout  | lyerly_ (Sean Timney)           | $76.545,00    | 729          | $364.500   | 14 h 22 min |
| 29 settembre | $5,200 H.O.R.S.E.                      | hairos (Jan V. Sørensen)        | $202.921,00   | 177          | $885.000   | 13 h 57 min |
| 29 settembre | $1,050 Limit Hold'em                   | Sowerss (Mike Sowers)           | $120.184,95   | 616          | $616.000   | 15 h 35 min |
| 30 settembre | $2,600 No-Limit Hold'em Main Event     | ka$ino (Kyle Schroeder)         | $1.378.330,50 | 2.998        | $7.495.000 | 21 h 51 min |

### Stagione 2008
Nel 2007 la WCOOP prevedeva in tutto 33 eventi.
| Data            | Evento # | Evento                                   | Vincitore                        | Premio        | Partecipanti | Montepremi  | Durata      |
| --------------- | -------- | ---------------------------------------- | -------------------------------- | ------------- | ------------ | ----------- | ----------- |
| 5 settembre     | 1        | $215 No-Limit Hold'em [6-max]            | shane147 (Shane Hellyer)         | $200.856,66   | 7.217        | $1.443.400  | 17 h 38 min |
| 5 settembre     | 2        | $215 Pot-Limit 5-Card Draw               | ImBillMcNeal                     | $34.201,60    | 1.024        | $204.800    | 15 h 15 min |
| 6 settembre     | 3        | $215 Limit Hold'em                       | cwp394 (Matthew Ross)            | $73.385,00    | 2.258        | $451.600    | 17 h 46 min |
| 6 settembre     | 4        | $215 2-7 Triple Draw                     | playitsafe                       | $24.809,20    | 734          | $146.800    | 14 h 41 min |
| 7 settembre     | 5        | $10,300 No-Limit Hold'em                 | dorinvandy (Scott Dorin)         | $617.925,00   | 321          | $3.210.000  | 14 h 18 min |
| 7-8 settembre   | 6        | $530 No-Limit Hold'em                    | Calvin32 (Tim Sullivan)          | $452.086,50   | 7.351        | $3.675.500  |             |
| 8 settembre     | 7        | $215 Pot-Limit Omaha [6-max]             | Mary 717                         | $71.730,20    | 2.457        | $491.400    | 16 h 06 min |
| 8 settembre     | 8        | $320 8-game Mixed Event                  | Ulett_23                         | $50.797,28    | 1.128        | $338.400    | 13 h 34 min |
| 9 settembre     | 9        | $215 No-Limit Hold'em [4-max]            | jonasof87 (Jonas Helness)        | $95.410,00    | 3.290        | $658.000    | 15 h 46 min |
| 9 settembre     | 10       | $215 Razz                                | dinho_style                      | $43.096,48    | 1.288        | $257.600    | 16 h 17 min |
| 10 settembre    | 11       | $320 Pot-Limit Omaha Hi/Lo               | 92848 (Brent Carter)             | $88.383,00    | 1.733        | $519.900    | 17 h 26 min |
| 10 settembre    | 12       | $320 Mixed Hold'em [6-max]               | Randers (Randy Haddox)           | $66.000,00    | 1.496        | $448.800    | 17 h 6 min  |
| 11 settembre    | 13       | $215 No-Limit Hold'em w/Rebuys           | lrdvoldemort                     | $207.772,50   | 2.234        | $1.278.600  | 17 h 36 min |
| 11 settembre    | 14       | $320 Seven-Card Stud                     | Mildred53                        | $28.608,50    | 627          | $188.100    | 14 h 20 min |
| 12 settembre    | 15       | $320 Heads-Up No-Limit Hold'em           | Huxfluxen                        | $89.744,00    | 2.048        | $614.400    | 15 h 11 min |
| 12 settembre    | 16       | $215 Pot-Limit Omaha [1 Rebuy/1 Add-on]  | Andy McLEOD (James Obst)         | $98.280,00    | 1.223        | $546.000    | 15 h 7 min  |
| 13 settembre    | 17       | $530 Pot-Limit Hold'em [6-max]           | poker1O1                         | $80.400,00    | 960          | $480.000    | 14 h 39 min |
| 13 settembre    | 18       | $215 H.O.R.S.E                           | Sensor                           | $57.421,66    | 2.091        | $418.200    | 16 h 45 min |
| 14 settembre    | 19       | $25,500 Heads-Up No-Limit Hold'em        | stevesbets (Steven Jacobs)       | $560.000,00   | 64           | $1.600.000  | 9 h 48 min  |
| 14-15 settembre | 20       | $1,050 No-Limit Hold'em                  | NYC P.I.M.P (Mike Shklover)      | $257.953,38   | 3.467        | $3.467.000  |             |
| 15 settembre    | 21       | $530 Seven-Card Stud Hi/Lo               | weaktight (Mark Gregorich)       | $42.735,78    | 525          | $262.500    | 15 h 37 min |
| 15 settembre    | 22       | $530 Mixed Omaha Hi/Lo [6-max]           | BUCKIZ6                          | $55.800,00    | 620          | $310.000    | 15 h 4 min  |
| 16 settembre    | 23       | $530 No-Limit Hold'em [1 Rebuy/1 Add-on] | ddrufnek                         | $194.902,00   | 1.159        | $1.460.000  | 17 h 44 min |
| 16 settembre    | 24       | $530 No-Limit 2-7 Single Draw            | luvgamble (Tom Schneider)        | $42.000,00    | 308          | $200.000    | 12 h 56 min |
| 17 settembre    | 25       | $320 Pot-Limit Omaha w/Rebuys            | shaundeeb (Shaun Deeb)           | $144.112,50   | 748          | $768.800    | 16 h 30 min |
| 17 settembre    | 26       | $320 No-Limit Hold'em [6-max]            | rubenrtv (Ruben Visser)          | $135.687,64   | 3.273        | $981.900    | 16 h 5 min  |
| 18 settembre    | 27       | $530 No-Limit Hold'em Triple Shootout    | TheActionKid (Andrew Glogowski)  | $76.545,00    | 729          | $364.500    | 15 h 47 min |
| 18 settembre    | 28       | $530 Limit Omaha Hi/Lo                   | Big10                            | $69.801,88    | 829          | $414.500    | 17 h 9 min  |
| 19 settembre    | 29       | $530 No-Limit Hold'em w/Rebuys [6-max]   | PiKappRaider (Steven Burkholder) | $211.133,76   | 852          | $1.260.500  | 16 h 9 min  |
| 19 settembre    | 30       | $1,050 Pot-Limit Omaha                   | salamandra24                     | $97.291,28    | 742          | $742.000    | 14 h 31 min |
| 20 settembre    | 31       | $1,050 Limit Hold'em [6-max]             | aasezz                           | $107.300,00   | 580          | $580.000    | 16 h 32 min |
| 20 settembre    | 32       | $10,300 H.O.R.S.E                        | DocHolatchya                     | $287.500,00   | 125          | $1.250.000  | 12 h 11 min |
| 21-22 settembre | 33       | $5,200 No-Limit Hold'em Main Event       | ckingusc (Carter King)           | $1.265.432,23 | 2.185        | $10.925.000 | 18 h 31 min |

### Stagione 2009
La WCOOP del 2009 prevedeva 45 eventi ed ha visto la partecipazione di 43.973 differenti giocatori provenienti da 140 nazioni per un montepremi totale di 51.652.800 dollari.
Il torneo No Limit Hold'em del 5 settembre ha fatto registrare il record per il massimo numero di partecipanti ad un evento WCOOP.
| Data   | Orario (ET) | Evento # | Evento                                         | Vincitore                         | Premio        | Partecipanti             | Montepremi  | Durata      |
| ------ | ----------- | -------- | ---------------------------------------------- | --------------------------------- | ------------- | ------------------------ | ----------- | ----------- |
| 3 Set  | 14:30       | 1        | $215 No Limit Hold'em [6-max]                  | ChopSueyyy (Kaapo Martinmäki)     | $234.421,82   | 8.538                    | $1.707.600  | 18 h 49 min |
| 3 Set  | 16:30       | 2        | $215 Razz                                      | djk123 (Dan Kelly)                | $53.410,01    | 1.526                    | $305.200    | 14 h 19 min |
| 4 Set  | 14:30       | 3        | $215 Pot Limit Omaha [6-max]                   | MUSTAFABET                        | $86.247,01    | 2.738                    | $547.600    | 13 h 35 min |
| 4 Set  | 16:30       | 4        | $215 No Limit 2-7 Single Draw w/Rebuys         | 2FLY2TILT (Joel Adam Gordon)      | $42.000,00    | 336 (178 R, 227 A)       | $200.000    | 15 h 7 min  |
| 4 Set  | 20:00       | 5        | $109 8-game Mixed Event                        | FireGoblin                        | $23.230,84    | 1.779                    | $177.900    | 6 h 42 min  |
| 5 Set  | 12:45       | 6        | $109 No Limit Hold'em                          | vakAAttack                        | $183.334,81   | 15.675                   | $1.567.500  | 9 h 37 min  |
| 5 Set  | 14:30       | 7        | $215 Pot Limit 5 Card Draw                     | CesarSPA                          | $33.500,00    | 844                      | $200.000    | 13 h 24 min |
| 5 Set  | 16:30       | 8        | $215 Limit Hold'em                             | iacog4 (Kevin Iacofano)           | $64.000,00    | 1.800                    | $400.000    | 13 h 15 min |
| 6 Set  | 13:00       | 9        | $215 No Limit Hold'em                          | ternoplayer                       | $303.876,31   | 11.131                   | $2.226.200  | 19 h 17 min |
| 6 Set  | 14:30       | 10       | $10,300 No Limit Hold'em                       | Sumpas (Kristoffer Thorsson)      | $611.455,00   | 299                      | $2.990.000  | 16 h 5 min  |
| 6 Set  | 17:00       | 11       | $530 No Limit Hold'em                          | hustla16                          | $446.533,73   | 6.219                    | $3.109.500  |             |
| 7 Set  | 14:30       | 12       | $215 No Limit Hold'em [4-max]                  | lebordelaii                       | $111.457,69   | 3.854                    | $770.800    | 14 h 8 min  |
| 7 Set  | 16:30       | 13       | $320 7 Card Stud                               | yhcaep                            | $33.814,50    | 668                      | $200.400    | 13 h 1 min  |
| 8 Set  | 14:30       | 14       | $320 Mixed Hold'em [6-max]                     | dangdokodang                      | $75.024,01    | 1.563                    | $468.900    | 13 h 56 min |
| 8 Set  | 16:30       | 15       | $320 Limit Badugi                              | raydavis77 (Raymond Davis)        | $19.912,00    | 376                      | $112.800    | 13 h 54 min |
| 8 Set  | 20:00       | 16       | $1,050 No Limit Hold'em                        | XTheDecanoX                       | $249.280,00   | 1.558                    | $1.558.000  | 14 h 34 min |
| 9 Set  | 14:30       | 17       | $530 No Limit Hold'em Triple Shootout [10-max] | iCeVeNoM                          | $91,250.00    | 1.000                    | $500,000    | 15 h 32 min |
| 9 Set  | 16:30       | 18       | $320 8-game Mixed Event                        | g0lfa (Ryan D'Angelo)             | $50.250,00    | 999                      | $300.000    | 12 h 29 min |
| 10 Set | 14:30       | 19       | $320 Pot Limit Omaha [1 Rebuy/1 Add-on, 6-max] | GeorgeDanzer (George Danzer)      | $109.545,00   | 976 (575 R, 629 A)       | $654.000    | 14 h 21 min |
| 10 Set | 16:30       | 20       | $320 2-7 Triple Draw                           | Timmy K                           | $26.676,00    | 468                      | $140.400    | 12 h 19 min |
| 11 Set | 14:30       | 21       | $215 No Limit Hold'em w/Rebuys                 | Soterdelf                         | $174.594,68   | 2.780 (2.439 R, 1.765 A) | $1.396.800  | 17 h 57 min |
| 11 Set | 16:30       | 22       | $530 Limit Omaha H/L                           | Science                           | $54.139,58    | 840                      | $420.000    | 13 h 35 min |
| 11 Set | 20:00       | 23       | $320 No Limit Hold'em [10-minute Levels]       | Str8$$$Homey                      | $126.441,01   | 2.676                    | $802.800    | 8 h 44 min  |
| 12 Set | 14:45       | 24       | $530 Heads-Up No Limit Hold'em                 | MyRabbiFoo (Eugene Katchalov)     | $170.000,00   | 1.564                    | $1.000.000  | 21 h 33 min |
| 12 Set | 16:30       | 25       | $320 HORSE                                     | todch                             | $70.400,00    | 1.180                    | $400.000    | 12 h 21 min |
| 13 Set | 13:00       | 26       | $215 No Limit Hold'em                          | lelijk22                          | $274.260,00   | 9.795                    | $1.959.000  | 18 h 18 min |
| 13 Set | 14:30       | 27       | $25,500 Heads-Up No Limit Hold'em              | Iftarii (Jonathan Jaffe)          | $315.000,00   | 36                       | $900.000    | 11 h 44 min |
| 13 Set | 17:00       | 28       | $1,050 No Limit Hold'em                        | Unsyatisfied                      | $513.076,00   | 3.268                    | $3.268.000  |             |
| 14 Set | 14:30       | 29       | $320 Mixed [Pot Limit Hold'em, Omaha]          | g0lfa (Ryan D'Angelo)             | $69.245,51    | 1.407                    | $422.100    | 13 h 32 min |
| 14 Set | 16:30       | 30       | $320 No Limit Hold'em [2X Chance]              | spencerman3                       | $131.819,41   | 2.488 (293 R)            | $834.300    | 16 h 10 min |
| 15 Set | 14:30       | 31       | $320 Pot Limit Omaha w/Rebuys [6-max]          | KRUTHE                            | $119.000,00   | 799 (933 R, 534 A)       | $700.000    | 13 h 5 min  |
| 15 Set | 16:30       | 32       | $530 7 Card Stud H/L                           | ShawnZJones                       | $47.940,00    | 510                      | $255.000    | 13 h 30 min |
| 15 Set | 20:00       | 33       | $1,050 No Limit Hold'em                        | df1986 (Darryll Fish)             | $160.525,11   | 1.240                    | $1.240.000  | 14 h 18 min |
| 16 Set | 14:30       | 34       | $215 No Limit Hold'em [big antes]              | Koln4ever                         | $114.610,00   | 3.650                    | $730.000    | 16 h 9 min  |
| 16 Set | 16:30       | 35       | $320 Pot Limit Omaha H/L                       | twenty305                         | $80.000,00    | 1.567                    | $500.000    | 13 h 42 min |
| 17 Set | 14:30       | 36       | $530 No Limit Hold'em w/Rebuys [6-max]         | Astrolux85 (Brent Roberts)        | $210.000,00   | 1.030 (1.000 R, 722 A)   | $1.376,000  | 15 h 49 min |
| 17 Set | 16:30       | 37       | $2,100 Pot Limit Omaha [6-max]                 | kiiski (Jani Vilmunen)            | $172.140,00   | 453                      | $906.000    | 16 h 34 min |
| 18 Set | 14:30       | 38       | $530 No Limit Hold'em [1 Rebuy/1 Add-on]       | ElkY (Bertrand Grospellier)       | $232.730,00   | 1.169 (742 R, 827 A)     | $1.369.000  | 15 h 47 min |
| 18 Set | 16:30       | 39       | $1,050 Limit Hold'em [6-max]                   | Unassigned (Terrence Chan)        | $83.030,00    | 437                      | $437.000    | 11 h 38 min |
| 18 Set | 20:00       | 40       | $215 No Limit Omaha H/L                        | PiMaster (Chris Viox)             | $42.263,65    | 1265                     | $253.000    | 8 h 4 min   |
| 19 Set | 14:30       | 41       | $530 Heads-Up Pot Limit Omaha                  | robert07 (Justin Young)           | $52.600,00    | 526                      | $263.000    | 20 h 42 min |
| 19 Set | 16:30       | 42       | $2,100 8-game Mixed Event                      | RugDoctor (David Williams)        | $107.800,00   | 245                      | $409.000,00 | 14 h 57 min |
| 20 Set | 13:00       | 43       | $215 No Limit Hold'em                          | ElkY (Bertrand Grospellier)       | $263.323,20   | 9.220                    | $1.844.000  | 18 h 29 min |
| 20 Set | 14:30       | 44       | $10,300 HORSE                                  | djk123 (Dan Kelly)                | $252.350,00   | 103                      | $1.030.000  | 17 h 03 min |
| 20 Set | 17:00       | 45       | $5,200 No Limit Hold'em Main Event             | Jovial Gent (Yevgeniy Timoshenko) | $1.715.200,00 | 2.144                    | $10.720.000 |             |

## Vincitori dei Main Event della WCOOP
- 2002: MultiMarine (Täby, Svezia) - $65.450,00
- 2003: DeOhGee (Indian Wells, CA, USA) - $222.750,00
- 2004: Ragde (Oslo, Norway) - $424,945.26
- 2005: Panella86 (Eddystone, PA, USA) - $577.342,00
- 2006: area23JC (Sacramento, CA, USA) - $670.194,00
- 2007: ka$ino (Omaha, NE) - $1.378,330,50
- 2008: ckingusc (Columbia, South Carolina, USA) - $1.265.432,23
- 2009: Jovial Gent (Seattle, Washington, USA) - $1.715.200,00
- 2010: POTTERPOKER (Missoula, Montana, USA) - $2.278.097,50
- 2011: Kallllle (Denmark) - $1.260.018,50

## Braccialetti della WCOOP per stato
1. Stati Uniti d'America - 78
2. Svezia - 12
3. Canada - 9
4. Norvegia - 4
5. Danimarca - 3
6. Paesi Bassi - 3
7. Austria - 2
8. Germania - 2
9. Australia - 1
10. Finlandia - 1
11. Francia - 1
12. Ungheria - 1
13. Israele - 1
14. Eire - 1
15. Regno Unito - 1